# キーオン・ブロクストン
- ケオン・ブロクストン

キーオン・ダレル・ブロクストン（Keon Darell Broxton , 1990年5月7日 - ）は、 アメリカ合衆国フロリダ州ポーク郡レイクランド出身のプロ野球選手（外野手）。右投右打。北米独立リーグ・アメリカン・アソシエーションのカンザスシティ・モナークス所属。愛称はフラ・ボーイ（Fla Boy）。

## 経歴

### プロ入り前
2008年のMLBドラフト29巡目（全体886位）でフィラデルフィア・フィリーズから指名されたが、契約せずにサンタフェ・カレッジへ進学した。

### プロ入りとダイヤモンドバックス傘下時代

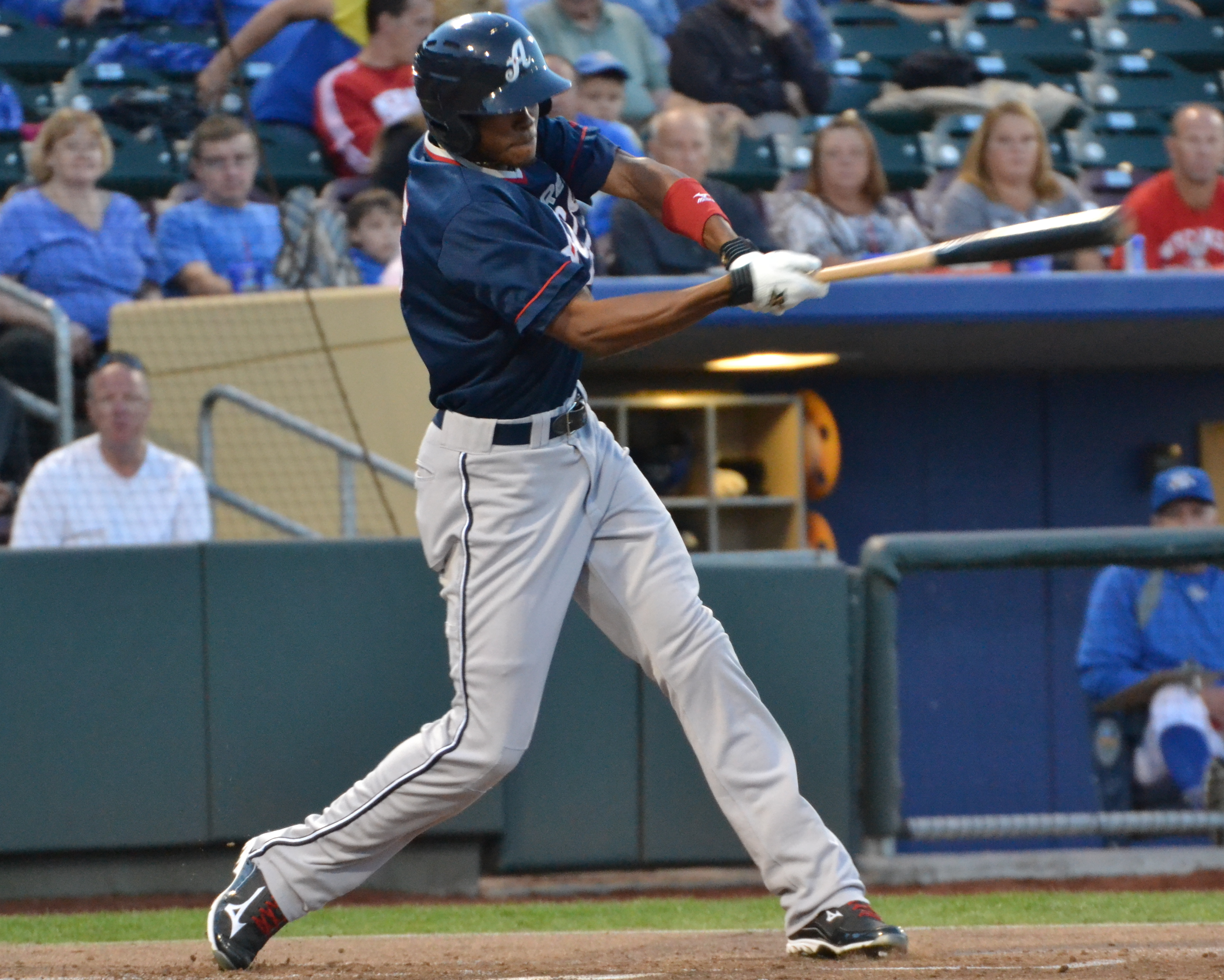
AAA級リノ・エーシズ時代
（2012年9月15日）

2009年のMLBドラフト3巡目（全体95位）でアリゾナ・ダイヤモンドバックスから指名され、プロ入り。この年は傘下のパイオニアリーグのルーキー級ミズーラ・オスプレイでプロデビュー。72試合に出場して打率.246、11本塁打、37打点、6盗塁を記録した。
2010年はA級サウスベンド・シルバーホークスでプレーし、133試合に出場して打率.228、5本塁打、33打点、21盗塁を記録した。また、この年は17二塁打より多い19三塁打を放っている。
2011年はA級サウスベンドとA+級バイセイリア・ローハイドでプレーし、2球団合計で130試合に出場して打率.248、7本塁打、45打点、33盗塁を記録した。
2012年はA+級バイセイリアでプレーし、130試合に出場して打率.267、19本塁打、62打点、21盗塁を記録した。オフの11月20日に40人枠入りした。
2013年はAA級モービル・ベイベアーズでプレーし、101試合に出場して打率.231、8本塁打、41打点、5盗塁を記録した。シーズン終了後の10月3日には40人枠外となった。オフにはオーストラリアン・ベースボールリーグのシドニー・ブルーソックスでプレーした。

### パイレーツ時代
2014年3月27日に金銭トレードで、ピッツバーグ・パイレーツへ移籍した。この年は傘下のAA級アルトゥーナ・カーブでプレーし、127試合に出場して打率.275、15本塁打、52打点、25盗塁を記録した。
2015年はAA級アルトゥーナとAAA級インディアナポリス・インディアンスでプレーし、133試合に出場して打率.273、10本塁打、68打点、39盗塁を記録した。9月21日にメジャー契約を結んでアクティブ・ロースター入りすると、同日のコロラド・ロッキーズ戦でメジャーデビュー。この年メジャーでは主に代走で7試合に出場し、1盗塁・3得点を記録した。打撃では2度打席に立ったが、無安打に終わった。

### ブルワーズ時代

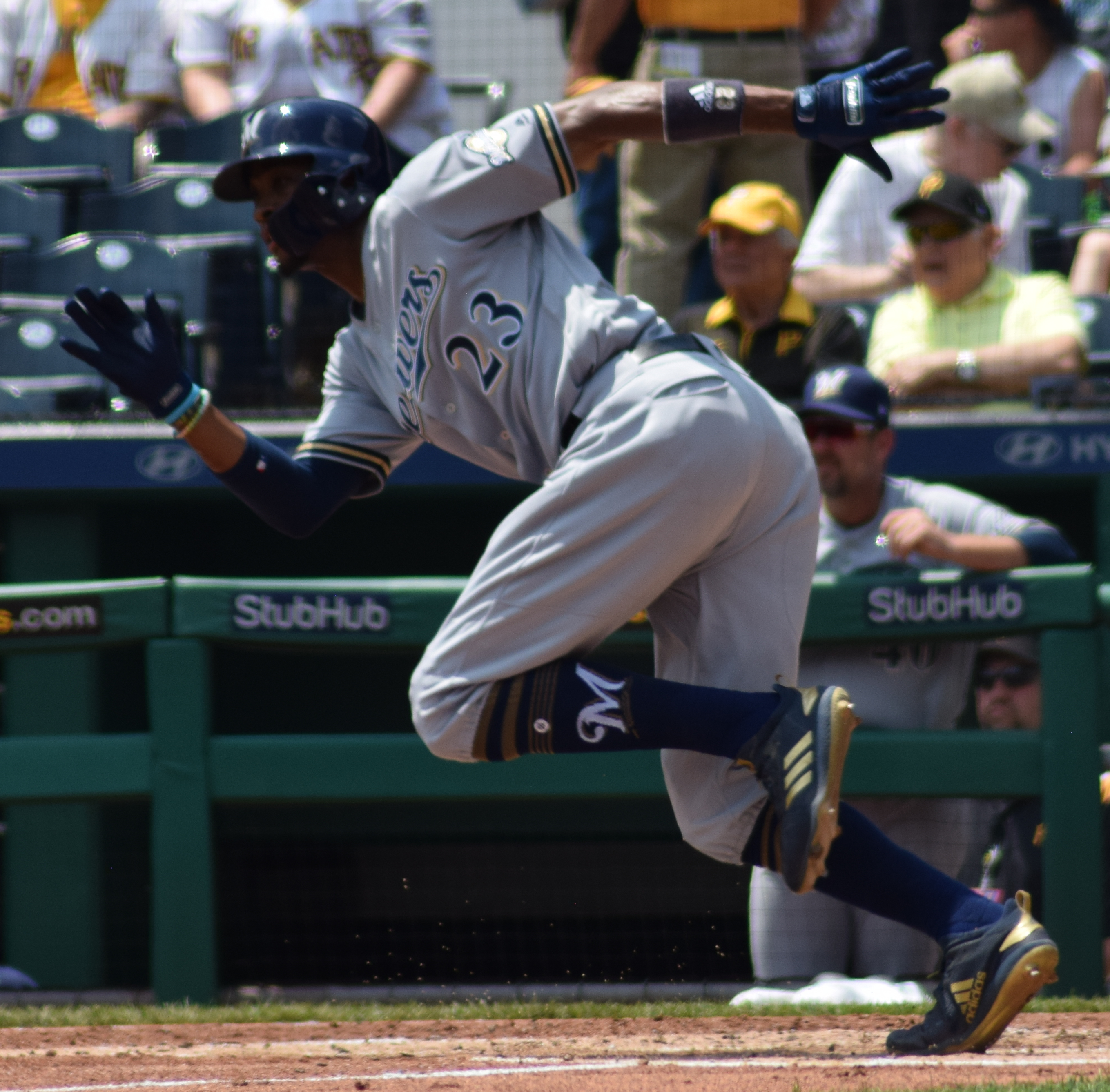
ミルウォーキー・ブルワーズ時代
（2018年7月14日）

2015年12月17日にジェイソン・ロジャースとのトレードで、トレイ・スパックと共にミルウォーキー・ブルワーズへ移籍した。
2016年は開幕をメジャーで迎えたが、16打数0安打11三振と全く打てず、4月17日に傘下のAAA級コロラドスプリングス・スカイソックスへ降格した。5月20日に再昇格し、25日のアトランタ・ブレーブス戦でメジャー28打席目にしてようやく初安打をバントヒットで記録している。その後も2度昇格と降格があったが、シーズン後半には中堅手での先発出場が増え、最終的に75試合に出場して打率.242、9本塁打、19打点、23盗塁を記録した。
2017年は143試合に出場し、自己最多となる20本塁打を放った。また8月30日のセントルイス・カージナルス戦、1点リードの9回表2アウト1塁の場面で、ランドル・グリチャックが打った大きな打球をフェンスの向こうでキャッチして勝利に貢献する好プレーを見せた。

### メッツ時代

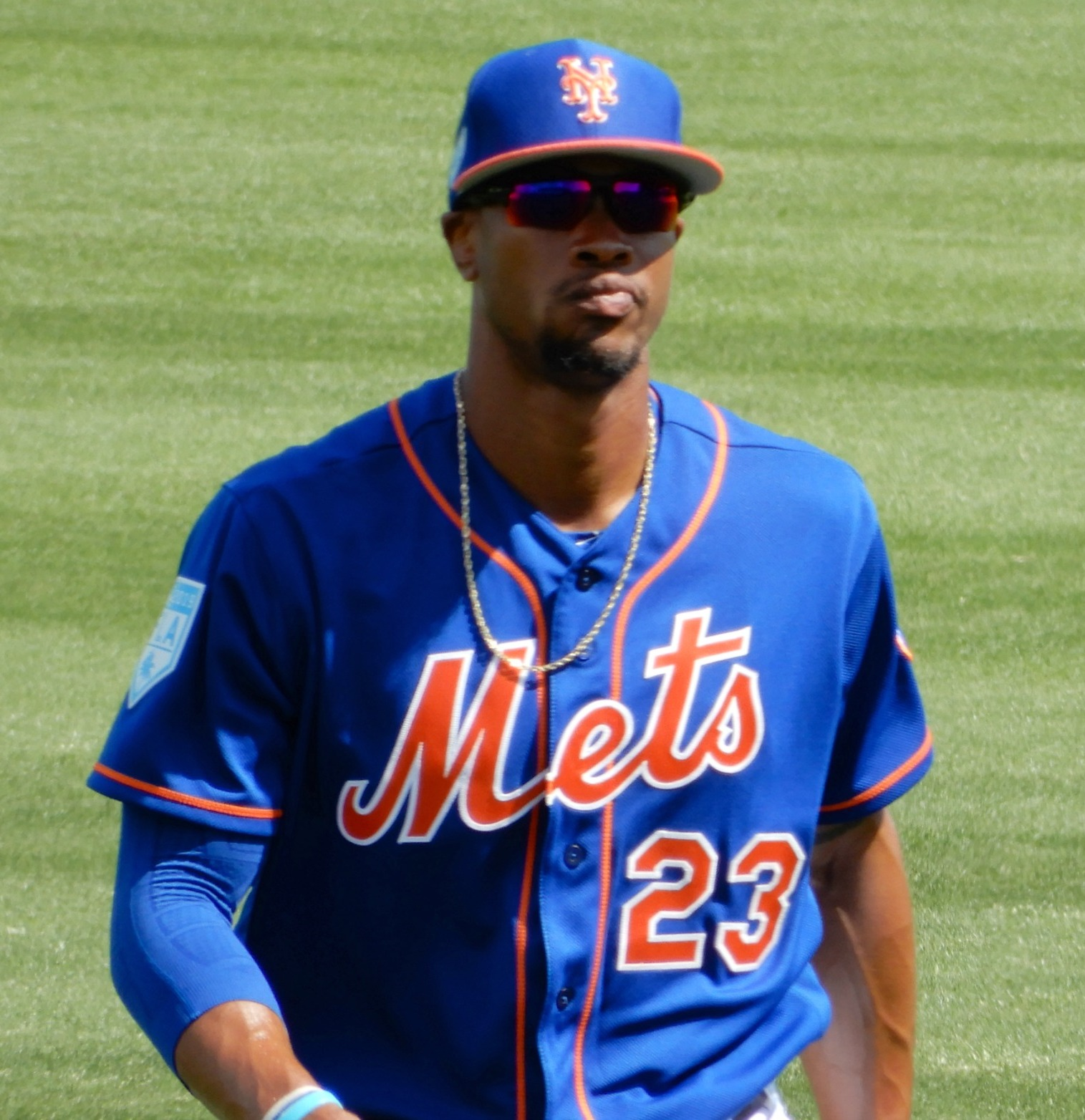
ニューヨーク・メッツ時代
（2019年2月24日）

2019年1月5日にボビー・ウォール、アダム・ヒル、フェリックス・バレリオとのトレードで、ニューヨーク・メッツへ移籍した。5月17日にDFAとなった。

### オリオールズ時代
2019年5月22日にインターナショナル・ボーナス・プール（海外選手契約金枠）とのトレードで、ボルチモア・オリオールズへ移籍した。7月21日にDFAとなった。

### マリナーズ時代
2019年7月27日にウェイバー公示を経てシアトル・マリナーズへ移籍した。レギュラーシーズン終了後の10月29日にFAとなった。

### ブルワーズ傘下時代
2019年12月7日にミルウォーキー・ブルワーズとマイナー契約を結び、2020年のスプリングトレーニングに招待選手として参加することになった。2020年11月2日にFAとなった。

### ツインズ傘下時代
2021年2月2日にミネソタ・ツインズとマイナー契約を結び、スプリングトレーニングに招待選手として参加することになった。開幕はAAA級セントポール・セインツで迎えたが、73試合に出場して打率.189、9本塁打、26打点に終わり、8月19日に自由契約となった。

### ブルワーズ傘下時代
2021年8月31日にミルウォーキー・ブルワーズと三たびマイナー契約を結んだ。オフの11月7日にFAとなった。

### メキシカンリーグ時代
2022年1月17日にメキシカンリーグのモンクローバ・スティーラーズと契約した。

### 独立リーグ時代
2023年5月8日にアメリカン・アソシエーションのカンザスシティ・モナークスと契約した。

## 詳細情報

### 年度別打撃成績
| 年 度    | 球 団    | 試 合 | 打 席 | 打 数 | 得 点 | 安 打 | 二 塁 打 | 三 塁 打 | 本 塁 打 | 塁 打 | 打 点 | 盗 塁 | 盗 塁 死 | 犠 打 | 犠 飛 | 四 球 | 敬 遠 | 死 球 | 三 振 | 併 殺 打 | 打 率 | 出 塁 率 | 長 打 率 | O P S |
| -------- | -------- | ----- | ----- | ----- | ----- | ----- | -------- | -------- | -------- | ----- | ----- | ----- | -------- | ----- | ----- | ----- | ----- | ----- | ----- | -------- | ----- | -------- | -------- | ----- |
| 2015     | PIT      | 7     | 2     | 2     | 3     | 0     | 0        | 0        | 0        | 0     | 0     | 1     | 1        | 0     | 0     | 0     | 0     | 0     | 1     | 0        | .000  | .000     | .000     | .000  |
| 2016     | MIL      | 75    | 244   | 207   | 28    | 50    | 10       | 1        | 9        | 89    | 19    | 23    | 4        | 1     | 0     | 36    | 0     | 0     | 88    | 2        | .242  | .354     | .430     | .784  |
| 2017     | MIL      | 143   | 463   | 414   | 66    | 91    | 15       | 4        | 20       | 174   | 49    | 21    | 7        | 1     | 1     | 40    | 1     | 7     | 175   | 3        | .220  | .299     | .420     | .719  |
| 2018     | MIL      | 51    | 89    | 78    | 15    | 14    | 2        | 2        | 4        | 32    | 11    | 5     | 1        | 0     | 0     | 11    | 0     | 0     | 28    | 0        | .179  | .281     | .410     | .691  |
| 2019     | NYM      | 34    | 53    | 49    | 5     | 7     | 1        | 0        | 0        | 8     | 2     | 4     | 1        | 0     | 0     | 4     | 0     | 0     | 22    | 1        | .143  | .208     | .163     | .371  |
| 2019     | BAL      | 37    | 112   | 103   | 14    | 21    | 3        | 0        | 4        | 36    | 9     | 4     | 1        | 1     | 0     | 8     | 0     | 0     | 49    | 4        | .204  | .261     | .350     | .611  |
| 2019     | SEA      | 29    | 63    | 52    | 5     | 6     | 0        | 0        | 2        | 12    | 5     | 2     | 4        | 0     | 2     | 8     | 0     | 1     | 33    | 0        | .115  | .238     | .231     | .469  |
| '19計    | SEA      | 100   | 228   | 204   | 24    | 34    | 4        | 0        | 6        | 56    | 16    | 10    | 6        | 1     | 2     | 20    | 0     | 1     | 104   | 5        | .167  | .242     | .275     | .517  |
| MLB：5年 | MLB：5年 | 376   | 1026  | 905   | 136   | 189   | 31       | 7        | 39       | 351   | 95    | 60    | 19       | 3     | 3     | 107   | 1     | 8     | 396   | 10       | .209  | .297     | .388     | .685  |

- 2020年度シーズン終了時

### 年度別守備成績
| 年 度 | 球 団 | 中堅（CF） | 中堅（CF） | 中堅（CF） | 中堅（CF） | 中堅（CF） | 中堅（CF） | 左翼（LF） | 左翼（LF） | 左翼（LF） | 左翼（LF） | 左翼（LF） | 左翼（LF） | 右翼（RF） | 右翼（RF） | 右翼（RF） | 右翼（RF） | 右翼（RF） | 右翼（RF） |
| 年 度 | 球 団 | 試 合      | 刺 殺      | 補 殺      | 失 策      | 併 殺      | 守 備 率   | 試 合      | 刺 殺      | 補 殺      | 失 策      | 併 殺      | 守 備 率   | 試 合      | 刺 殺      | 補 殺      | 失 策      | 併 殺      | 守 備 率   |
| ----- | ----- | ---------- | ---------- | ---------- | ---------- | ---------- | ---------- | ---------- | ---------- | ---------- | ---------- | ---------- | ---------- | ---------- | ---------- | ---------- | ---------- | ---------- | ---------- |
| 2015  | PIT   | 1          | 0          | 0          | 0          | 0          | .---       | 1          | 0          | 0          | 0          | 0          | .---       | 1          | 0          | 0          | 0          | 0          | .---       |
| 2016  | MIL   | 68         | 143        | 0          | 4          | 0          | .          | -          | -          | -          | -          | -          | -          | -          | -          | -          | -          | -          | -          |
| 2017  | MIL   | 139        | 231        | 5          | 7          | 0          | .971       | -          | -          | -          | -          | -          | -          | -          | -          | -          | -          | -          | -          |
| 2018  | MIL   | 24         | 43         | 1          | 0          | 0          | 1.000      | -          | -          | -          | -          | -          | -          | 20         | 14         | 1          | 0          | 0          | 1.000      |

- 2018年度シーズン終了時

### 背番号
- 60（2015年）
- 23（2016年 - 2019年5月16日）
- 9（2019年5月24日 - 同年7月20日）
- 4（2019年7月30日 - 同年終了）